# Asuka 120%
Asuka 120% è una serie di videogiochi picchiaduro creata nel 1994 da Fill-in-Cafe e pubblicata da Family Soft per diverse piattaforme. La serie si contraddistingue dalla presenza di personaggi di sesso femminile con caratteristiche da bishōjo.
Il primo videogioco della serie è Asuka 120% Burning Fest. per FM Towns e Sharp X68000. Altri titoli sono stati pubblicati per PC Engine, PlayStation e Sega Saturn.